# Sodík-iontový akumulátor

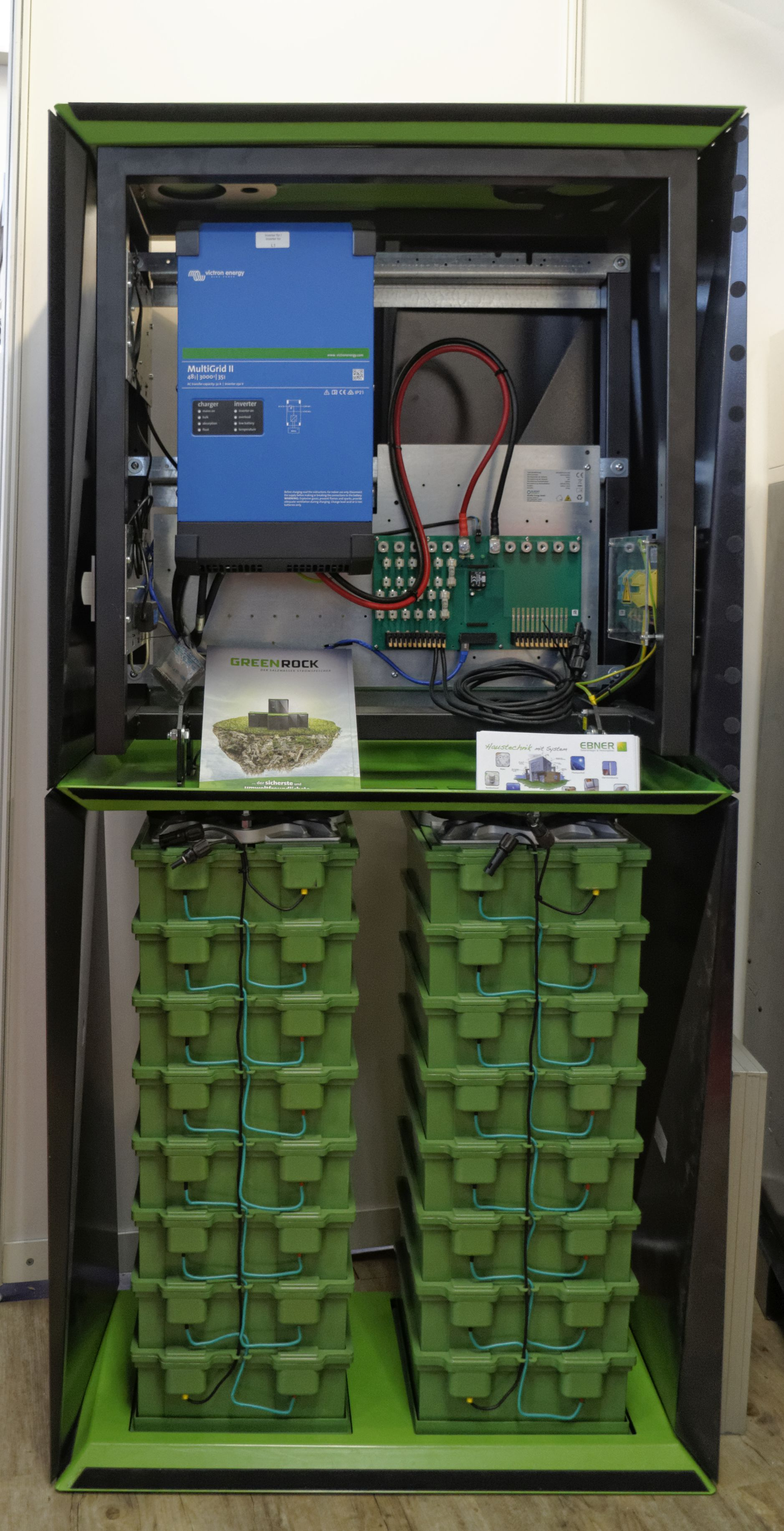
Sodík-iontové akumulátory (zelené boxy) s měničem

Sodík-iontový akumulátor nebo sodík-iontová baterie je typ dobíjecí baterie (akumulátoru), která jako nosiče náboje používá ionty sodíku (Na+). V některých případech je princip fungování a konstrukce článků podobná jako u typů lithium-iontových baterií (Li-Ion), ale místo lithiové katody je použit sodík, který patří do stejné skupiny v periodické tabulce prvků jako lithium (alkalické kovy), a má tedy podobné chemické vlastnosti (sodík má ovšem dvojnásobnou hustotu a je tedy při stejném objemu dvakrát těžší).
Sodík-iontový akumulátory se těšily akademickému a komerčnímu zájmu v 10. a 20. letech 21. století, a to zejména kvůli nerovnoměrnému geografickému rozložení, vysokému dopadu na životní prostředí a vysoké ceně mnoha potřebných materiálů pro lithium-iontové baterie. Mezi ně patří především lithium, kobalt, měď a nikl, které nejsou pro mnoho typů sodík-iontových baterií striktně vyžadovány. Největší výhodou sodík-iontových baterií je přirozený dostatek sodíku, který lze snadno získávat ze slané vody. Mezi problémy, které brání zavedení těchto akumulátorů, patří nižší hustota energie a nedostatečný počet cyklů nabíjení a vybíjení.

## Komerční nasazení
Tato technologie není zmíněna ve zprávě Úřadu pro energetické informace Spojených států amerických o technologiích skladování baterií z roku 2021 a elektromobily využívající sodík-iontové baterie zatím nejsou komerčně dostupné. Společnost CATL, největší světový výrobce baterií, však v roce 2022 oznámila zahájení hromadné výroby akumulátorů. V únoru 2023 čínská společnost HiNa Battery Technology Co, Ltd. poprvé umístila sodíko-iontovou baterii o kapacitě 140 Wh/kg do testovacího elektromobilu a výrobce zařízení pro ukládání energie Pylontech získal první certifikát sodíko-iontové baterie od TÜV Rheinland.

## Technické informace
Sodík-iontový akumulátor výrazně lépe snáší okolní nízké teploty, relativně dobře až −20 °C. Zvláštností je, že interní provozní teplota elektrod se pohybuje 270 až do 350 °C, při nabíjení pak od 300 do 350 °C. Na rozdíl od lithiových baterií nejsou elektrody v pevném, nýbrž v kapalném skupenství. Sodík je stejně jako lithium velmi nebezpečný materiál, který na vzduchu okamžitě hoří.